# Sainte-Marie-du-Mont (Manche)
Pour la commune de l'Isère, voir Sainte-Marie-du-Mont (Isère). Pour les autres homonymes, voir Sainte-Marie.
Sainte-Marie-du-Mont est une commune française, située dans le département de la Manche en région Normandie, peuplée de 694 habitants.

## Géographie

### Localisation
Saint-Marie-du-Mont se trouve au sud-est de la presqu'île du Cotentin, juste au nord de la commune de Carentan, à l'ouest de la baie des Veys, le débouché de la Douve et de la Vire.
La commune fait partie du parc naturel régional des Marais du Cotentin et du Bessin. Le sentier de grande randonnée GR 223 y passe.
Elle se trouve dans l'aire d'attraction de Carentan-les-Marais ainsi que dans son bassin de vie, et dans le bassin d'emploi de Saint-Lô.

### Communes limitrophes
Les communes limitrophes sont Audouville-la-Hubert, Blosville, Boutteville, Hiesville, Turqueville et Carentan-les-Marais.
| Turqueville | Audouville-la-Hubert                            |                                  |
| Boutteville | Sainte-Marie-du-Mont                            | Mer de la Manche (baie des Veys) |
| Hiesville   | Carentan-les-Marais (comm. dél. de Brucheville) |                                  |

### Géologie et relief
La superficie de la commune est de 26,98 km2 ; son altitude varie de 1  à   42 mètres.

### Hydrographie
La commune est située dans le bassin Seine-Normandie. Elle est drainée par la Grande Crique, la Petite Crique, la rivière de l'Escalgrain, le bras la Grande Crique, le cours d'eau 01 de la commune de Sainte-Marie-du-Mont, le cours d'eau 07 de la commune de Sainte-Marie-du-Mont, la rivière de l'Escalgrain et un autre petit cours d'eau,.
La Grande Crique, d'une longueur de 14 km, prend sa source dans la commune de Sébeville et se jette dans la baie de Seine, après avoir traversé cinq communes.

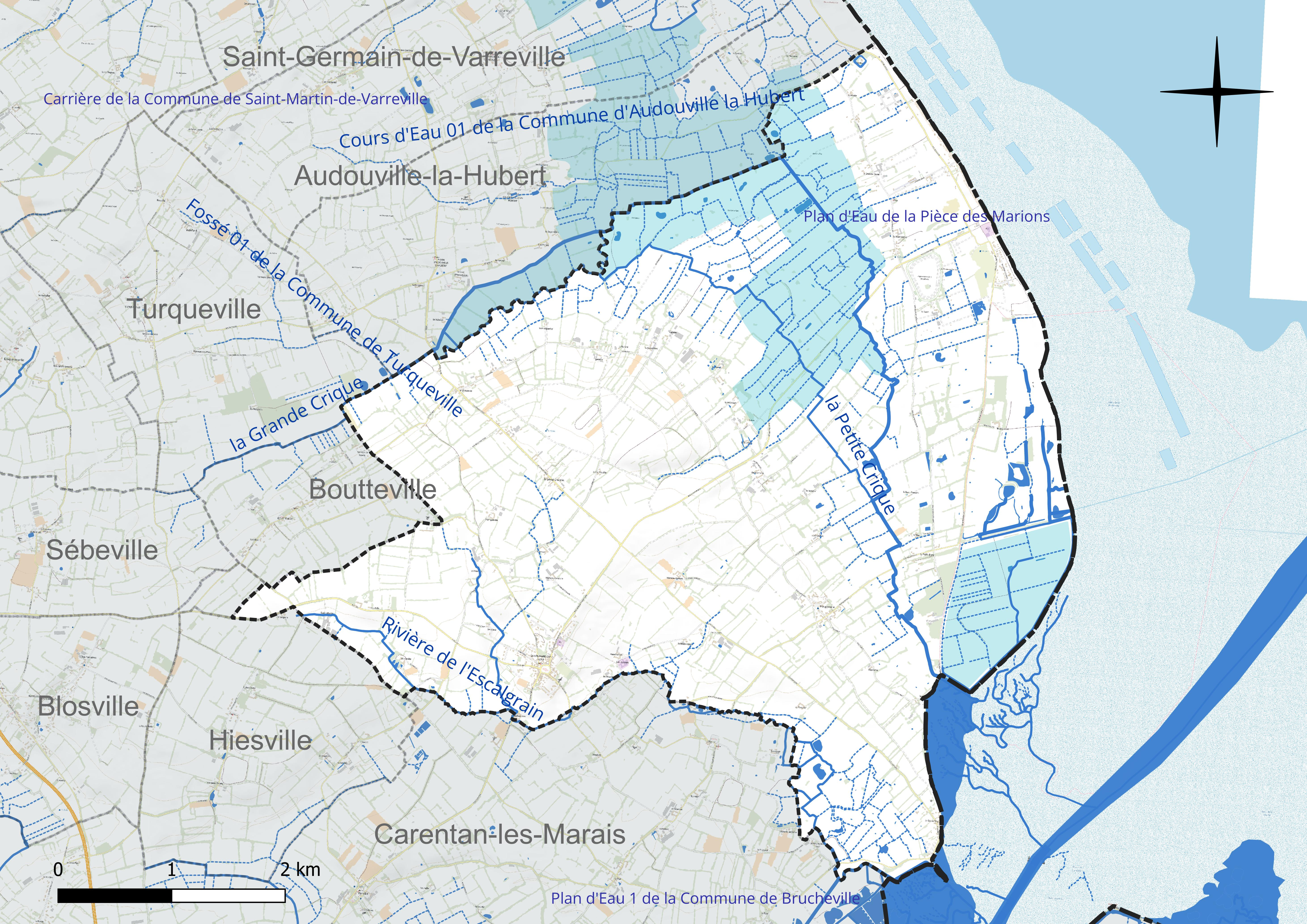
Réseau hydrographique de Sainte-Marie-du-Mont.

Deux plans d'eau complètent le réseau hydrographique : le plan d'eau de la Pièce des Marions (0,9 ha) et Réserve Naturelle Ornithologique de la commune de Sainte-Marie-du-Mont (0,9 ha),.

### Climat
Le climat qui caractérise la commune est qualifié, en 2010, de « climat océanique franc », selon la typologie des climats de la France qui compte alors huit grands types de climats en métropole. En 2020, la commune ressort du type « climat océanique » dans la classification établie par Météo-France, qui ne compte désormais, en première approche, que cinq grands types de climats en métropole. Ce type de climat se traduit par des températures douces et une pluviométrie relativement abondante (en liaison avec les perturbations venant de l'Atlantique), répartie tout au long de l'année avec un léger maximum d'octobre à février.
Les paramètres climatiques qui ont permis d’établir la typologie de 2010 comportent six variables pour les températures et huit pour les précipitations, dont les valeurs correspondent à la normale 1971-2000. Les sept principales variables caractérisant la commune sont présentées dans l'encadré ci-après.
| Paramètres climatiques communaux sur la période 1971-2000 - Moyenne annuelle de température : 11,3 °C - Nombre de jours avec une température inférieure à −5 °C : 0,8 j - Nombre de jours avec une température supérieure à 30 °C : 0,3 j - Amplitude thermique annuelle : 10,8 °C - Cumuls annuels de précipitation : 787 mm - Nombre de jours de précipitation en janvier : 13,4 j - Nombre de jours de précipitation en juillet : 7 j |

Avec le changement climatique, ces variables ont évolué. Une étude réalisée en 2014 par la direction générale de l'Énergie et du Climat complétée par des études régionales prévoit en effet que la température moyenne devrait croître et la pluviométrie moyenne baisser, avec toutefois de fortes variations régionales. La station météorologique de Météo-France installée sur la commune et mise en service en 1997 permet de connaître en continu l'évolution des indicateurs météorologiques. Le tableau détaillé pour la période 1981-2010 est présenté ci-après.
| Mois                                  | jan.          | fév.          | mars          | avril         | mai           | juin          | jui.          | août          | sep.          | oct.            | nov.            | déc.          | année     |
| ------------------------------------- | ------------- | ------------- | ------------- | ------------- | ------------- | ------------- | ------------- | ------------- | ------------- | --------------- | --------------- | ------------- | --------- |
| Température minimale moyenne (°C)     | 3,6           | 3,5           | 4,7           | 6             | 9,2           | 11,3          | 12,9          | 13            | 11,4          | 9,2             | 6,1             | 3,5           | 7,9       |
| Température moyenne (°C)              | 6,2           | 6,5           | 8             | 9,8           | 12,8          | 15,4          | 17,1          | 17,3          | 15,6          | 12,8            | 9,2             | 6,3           | 11,4      |
| Température maximale moyenne (°C)     | 8,9           | 9,6           | 11,4          | 13,7          | 16,4          | 19,4          | 21,2          | 21,7          | 19,8          | 16,5            | 12,4            | 9,2           | 15        |
| Record de froid (°C) date du record   | −8,3 10.01.09 | −7,8 11.02.12 | −4,3 02.03.04 | −2,9 06.04.06 | −0,7 02.05.21 | 3,1 26.06.13  | 4,9 31.07.15  | 4,6 30.08.11  | 2,7 25.09.18  | −3,5 30.10.1997 | −6,1 22.11.1998 | −6,1 16.12.09 | −8,3 2009 |
| Record de chaleur (°C) date du record | 16,2 01.01.22 | 18,3 24.02.21 | 23,3 30.03.17 | 24,3 09.04.17 | 31,1 27.05.05 | 33,4 21.06.17 | 37,2 19.07.16 | 35,6 01.08.13 | 30 11.09.1999 | 29,2 01.10.11   | 21,4 01.11.15   | 16,5 30.12.21 | 37,2 2016 |
| Précipitations (mm)                   | 90,8          | 73,4          | 69,6          | 63            | 56,9          | 50            | 56,4          | 66,9          | 64            | 106,7           | 101,3           | 114,5         | 913,5     |

### Milieux naturels et biodiversité
Au nord-est de la commune, se trouve la réserve naturelle nationale du domaine de Beauguillot, une réserve naturelle nationale classée en 1980, qui occupe 820 hectares, dont 242 hectares de terre, au cœur de la baie des Veys et protège un ensemble de milieux humides favorables à l'avifaune. Son extension de 315 ha a été décidée en 2021. On y trouve des milieux naturels composés de vasières, de prés-salés, de dunes, de mares et de prairies humides, fréquentés par de très nombreux oiseaux, ainsi que par une colonie de phoques veaux marins,.

## Urbanisme

### Typologie
Au 1er janvier 2024, Sainte-Marie-du-Mont est catégorisée commune rurale à habitat très dispersé, selon la nouvelle grille communale de densité à sept niveaux définie par l'Insee en 2022.
Elle est située hors unité urbaine.
Par ailleurs la commune fait partie de l'aire d'attraction de Carentan-les-Marais, dont elle est une commune de la couronne,. Cette aire, qui regroupe 13 communes, est catégorisée dans les aires de moins de 50 000 habitants,.
La commune, bordée par la Manche, est également une commune littorale au sens de la loi du 3 janvier 1986, dite loi littoral. Des dispositions spécifiques d’urbanisme s’y appliquent dès lors afin de préserver les espaces naturels, les sites, les paysages et l’équilibre écologique du littoral, comme le principe d'inconstructibilité, en dehors des espaces urbanisés, sur la bande littorale des 100 mètres, ou plus si le plan local d'urbanisme le prévoit.

### Occupation des sols
L'occupation des sols de la commune, telle qu'elle ressort de la base de données européenne d’occupation biophysique des sols Corine Land Cover (CLC), est marquée par l'importance des territoires agricoles (97,2 % en 2018), en augmentation par rapport à 1990 (94 %).
La répartition détaillée en 2018 est la suivante : prairies (62 %), terres arables (18,9 %), zones agricoles hétérogènes (16,3 %), espaces verts artificialisés, non agricoles (1 %), zones urbanisées (0,9 %), zones humides côtières (0,6 %), espaces ouverts, sans ou avec peu de végétation (0,4 %).

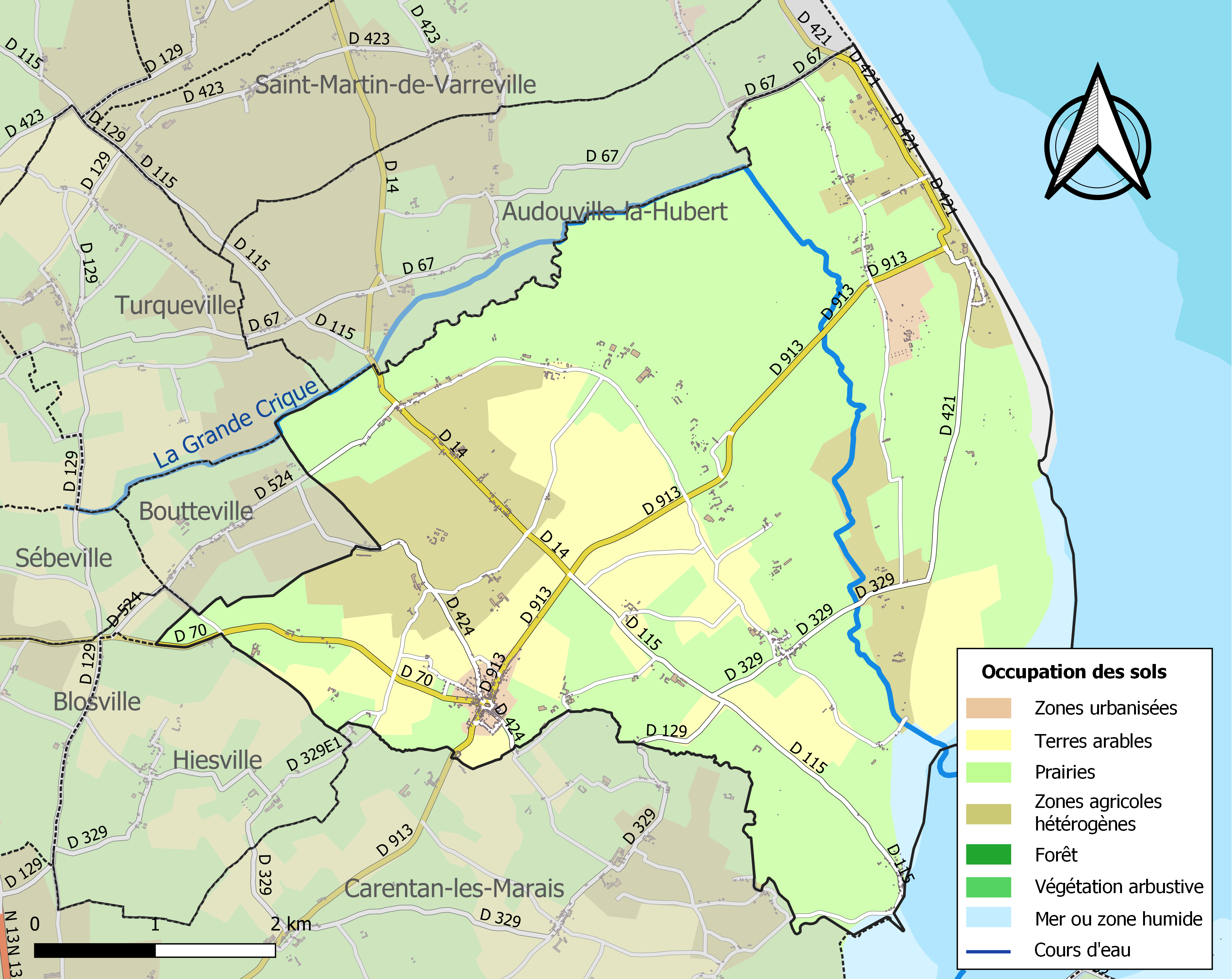
Carte des infrastructures et de l'occupation des sols de la commune en 2018 (CLC).

L'évolution de l’occupation des sols de la commune et de ses infrastructures peut être observée sur les différentes représentations cartographiques du territoire : la carte de Cassini (XVIIIe siècle), la carte d'état-major (1820-1866) et les cartes ou photos aériennes de l'IGN pour la période actuelle (1950 à aujourd'hui).

### Habitat et logement
En 2021, le nombre total de logements dans la commune était de 555, alors qu'il était de 530 en 2016 et de 502 en 2011.
Parmi ces logements, 58,1 % étaient des résidences principales, 37,8 % des résidences secondaires et 4 % des logements vacants. Ces logements étaient pour 98,3 % d'entre eux des maisons individuelles et pour 0,9 % des appartements.
Le tableau ci-dessous présente la typologie des logements à Sainte-Marie-du-Mont en 2021 en comparaison avec celle de la Manche et de la France entière. Une caractéristique marquante du parc de logements est ainsi une proportion de résidences secondaires et logements occasionnels (37,8 %) supérieure à celle du département (14,9 %) et à celle de la France entière (9,7 %).
| Typologie                                               | Sainte-Marie-du-Mont | Manche | France entière |
| ------------------------------------------------------- | -------------------- | ------ | -------------- |
| Résidences principales (en %)                           | 58,1                 | 77,1   | 82,2           |
| Résidences secondaires et logements occasionnels (en %) | 37,8                 | 14,9   | 9,7            |
| Logements vacants (en %)                                | 4                    | 8      | 8,1            |

## Toponymie
Le hameau de Pouppeville est le premier emplacement paroissial de Sainte-Marie-du-Mont, avec une église dédiée à la Vierge, abandonnée à la Révolution et ruinée.
Le nom de la localité est attesté sous les formes Popavilla entre 1047 et 1053, ecclesia Pompeville entre 1056 et 1066, Sancta Maria de Monte entre 1278 et 1287.
Pouppeville désigne, aujourd'hui, un hameau de la commune.

## Histoire

### Antiquité
Le bourg se développe au croisement de plusieurs voies gallo-romaines. Le hameau la Chaussée rappelle le passage d'une de ces voies.

### Moyen Âge
Vers 1180, Henri II, concède, en raison de son office de connétable de Normandie, à Guillaume du Hommet huit fiefs en Angleterre, et trois en Normandie : Maisy, La Haie de La Luthumière (Brix) et Auppegard. En 1190 à Tours, Richard Cœur de Lion confirme la concession, car l'office était tenu par son père, Richard Ier, et, le 20 juin 1190, à Chinon, le duc-roi y ajoute les fiefs de Poupeville et de Varreville, tous deux situés à Sainte-Marie-du-Mont.
Jusqu'au XIIIe siècle, Pouppeville a été le nom et le siège de la paroisse, ainsi que le nom du fief primitif, et devenu dès lors un lieu-dit.
La seigneurie est restée longtemps la possession de la famille Aux Épaules. Un peu plus tard, les habitants de la paroisse relèvent de plusieurs seigneurs. Sainte-Marie-du-Mont est divisé entre la seigneurie au Viel, de La Luthumière (Brix), de Saint-Sauveur-le-Vicomte, de Néhou, du chapitre de Coutances, des abbayes de Longues, de Blanchelande et de Saint-Sauveur-le-Vicomte, la commanderie de Valcanville, plus les extensions des seigneuries voisines.
Au début de la guerre de Cent Ans, l'armée d'Édouard III d'Angleterre, fraîchement débarquée à la Hougue le 12 juillet 1346, prend et ravage la ville lors de sa chevauchée qui se terminera par la bataille de Crécy et la reddition de Calais. Dans le rôle des fiefs de la vicomté de Carentan du 2 avril 1426, il est dit que Guillaume Aux-Épaules tient, par hommage du roi, le fief du Viel assis dans la paroisse, ainsi que les trois fiefs du Lorey, de Beaumont et de Saint-Germain sur Sainte-Marie-du-Mont, par hommage de la baronnie de La Luthumière, le fief d'Étaville par hommage du seigneur des Biards, à cause de sa terre de Néhou.
C'est à Sainte-Marie-du-Mont, alors que la Normandie est en passe d'être reconquise par le royaume de France, que se regroupèrent l'armée anglaise de secours commandée par Thomas Kyriell, débarquée à Cherbourg le 15 mars 1450, et les 1 800 hommes de Mathew Gough, capitaine de Bayeux, venus à leur rencontre avant de franchir le passage des Veys, avec l'objectif de gagner Caen.

### Temps modernes
Sous l'Ancien Régime, Sainte-Marie-du-Mont est le siège d'une cour de justice dépendant du bailliage de Saint-Sauveur-le-Vicomte.
Au mois de novembre 1515, Georges aux Épaules, seigneur du fief de Sainte-Marie ou la Rivière, obtient par lettres patentes de François Ier données à Milan la concession « d'un droict de marché, le mercredy de chacune sepmaine et de trois foires, dont deux aux jours de Saint-Martin d'esté et d'hyver et l'autre le jour de la Magdelaine ». Le marché se tenait au bourg de Sainte-Marie et les foires se déroulaient près de la chapelle des Dunes. Le 17 juin 1676, Marie de La Guiche (1623-1710), baronne de Sainte-Marie-du-Mont et dame comtesse de Saint-Géran, marquise de Chitain, dame d'Urbize, Aurilly et autres lieux, veuve de Charles de Levy (1600-1649), duc de Ventadour, pair de France, chevalier des ordres du roi, gouverneur pour le roi du Haut et Bas Limousin, rend aveu de ses foires et du marché. Dans cet aveu, il est aussi stipulé que les tenants du fief devaient porter le blé du champart dans la grange de la baronnie, à Pouppeville, et en assuraient la garde la nuit, dès le jour où les batteurs avaient commencé à battre et jusqu'à la fin de leur travail.

### Époque contemporaine

#### Seconde Guerre mondiale

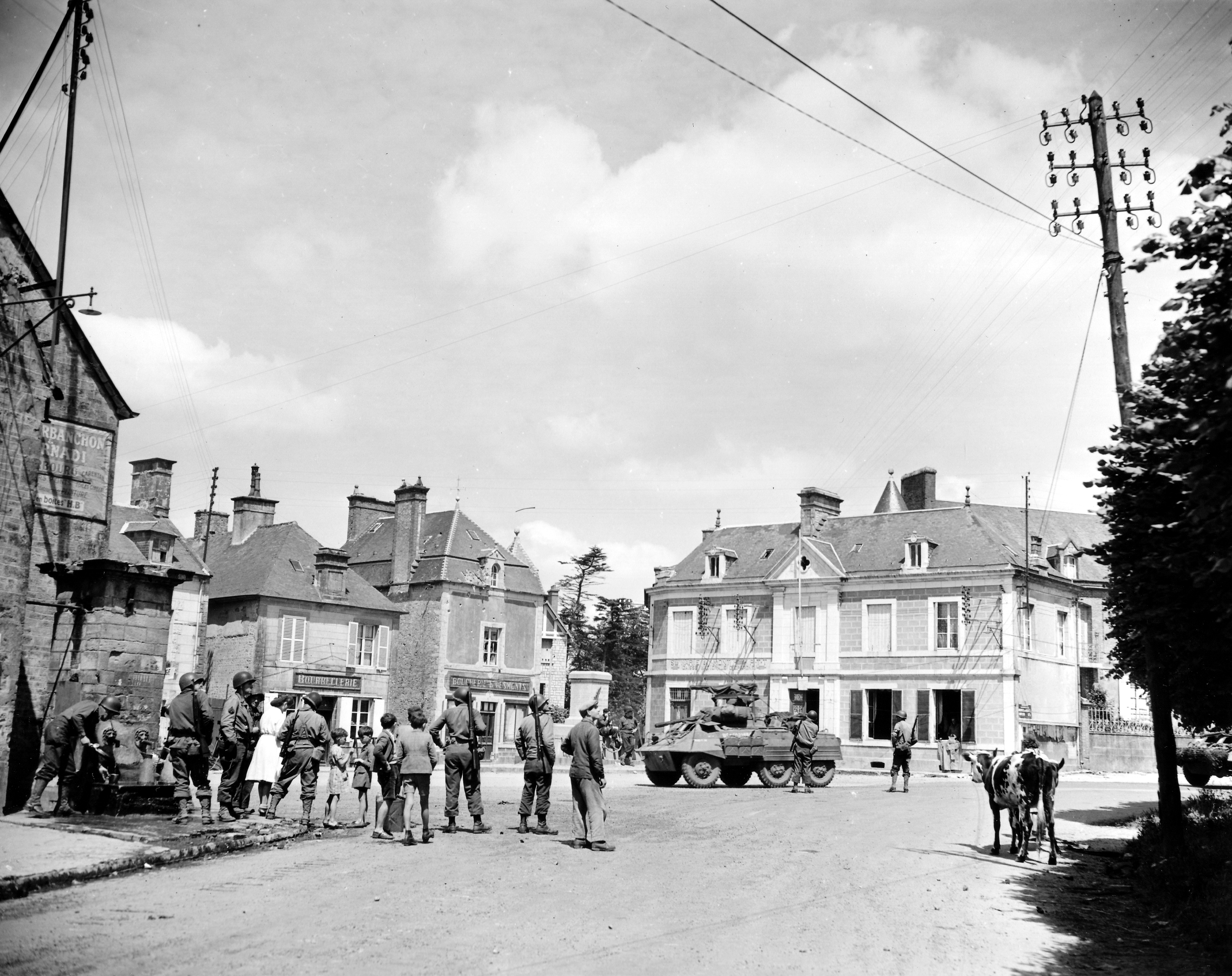
Le centre-ville avec des GI's, le 12 juin 1944.

Lors du débarquement de Normandie, le 6 juin 1944, les troupes américaines de la 4e division d'infanterie débarquèrent sur la plage de la Madeleine, nommée Utah Beach et les parachutistes des 82e et 101e divisions aéroportées furent largués dans les environs. Sainte-Marie-du-Mont est une des communes revendiquant le titre de premier village français continental libéré le 6 juin.
Au lieu-dit la Madeleine a été érigé un monument en l'honneur des marins danois. Huit-cents d'entre eux participèrent à la logistique du débarquement sur des navires alliés.

## Politique et administration

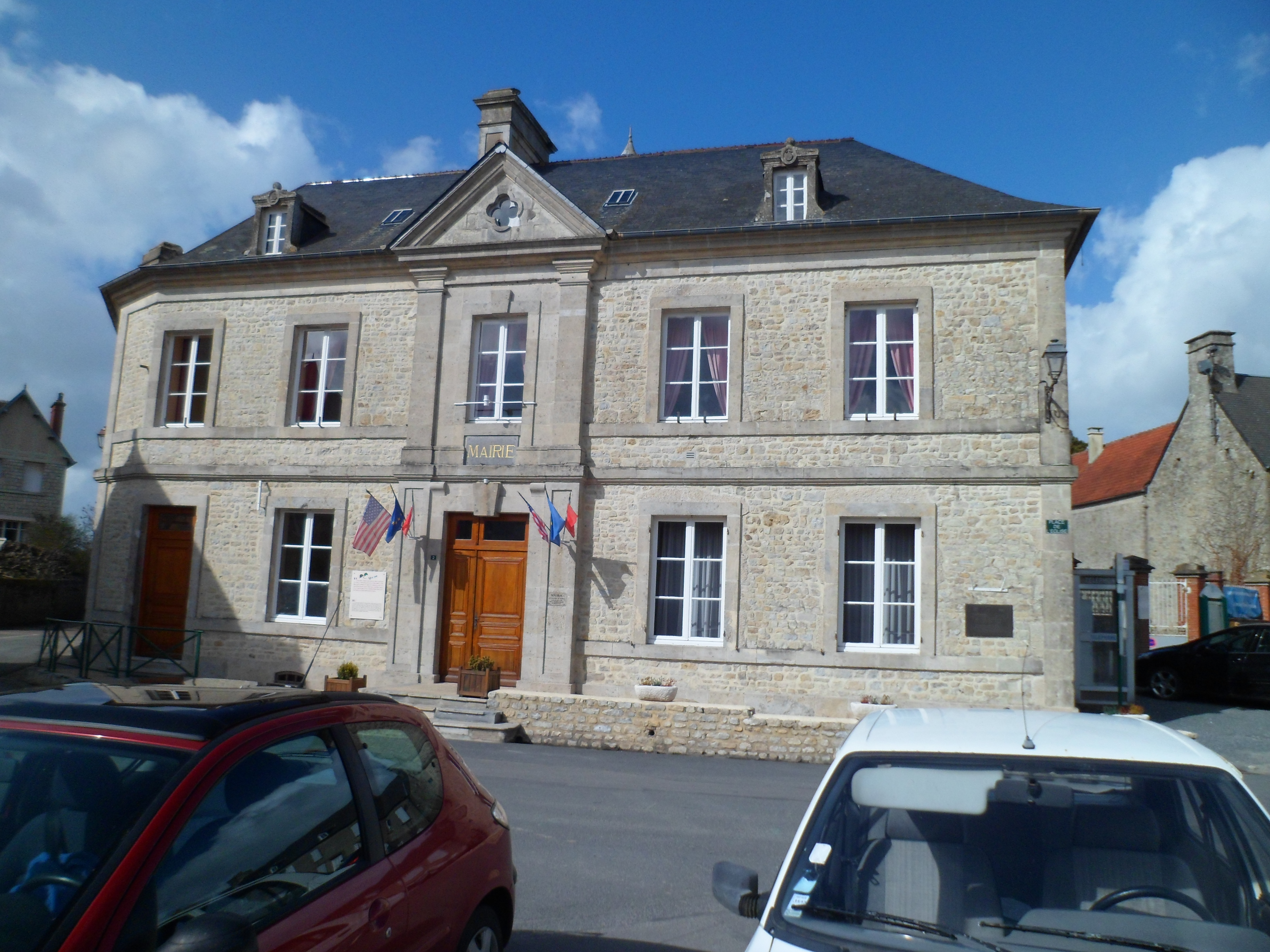
La mairie.

### Rattachements administratifs et électoraux

#### Rattachements administratifs
La commune se trouve depuis 1926 dans l'arrondissement de Cherbourg du département de la Manche.
Elle faisait partie depuis 1801 du canton de Sainte-Mère-Église. Dans le cadre du redécoupage cantonal de 2014 en France, cette circonscription administrative territoriale a disparu, et le canton n'est plus qu'une circonscription électorale.

#### Rattachements électoraux
Pour les élections départementales, la commune fait partie depuis 2014 du canton de Carentan-les-Marais.
Pour l'élection des députés, elle fait partie de la première circonscription de la Manche.

### Intercommunalité
Penvénan était membre de la communauté de communes de Sainte-Mère-Église, un établissement public de coopération intercommunale (EPCI) à fiscalité propre créé fin 1994 et auquel la commune avait transféré un certain nombre de ses compétences, dans les conditions déterminées par le code général des collectivités territoriales.
Conformément aux prescriptions de la loi de réforme des collectivités territoriales du 16 décembre 2010, qui a prévu le renforcement et la simplification des intercommunalités et la constitution de structures intercommunales de grande taille, celle-ci a fusionné avec la communauté de communes de Carentan-en-Cotentin  pour former, le 1er janvier 2014, la communauté de communes de la Baie du Cotentin, dont est désormais membre la commune.

### Liste des maires
| Période                                  | Période  | Identité                           | Étiquette | Qualité                                                                 |
| ---------------------------------------- | -------- | ---------------------------------- | --------- | ----------------------------------------------------------------------- |
| Les données manquantes sont à compléter. |          |                                    |           |                                                                         |
| 1790                                     |          | Jean Charles Cornavin de Chanvalon |           |                                                                         |
|                                          |          |                                    |           |                                                                         |
| 1793                                     |          | Jean Charles Cornavin de Chanvalon |           |                                                                         |
| 1800                                     | 1808     | Jean-Louis Flaguais                |           |                                                                         |
| 1813                                     |          | Vincent Larsonneur de Gouvets      |           |                                                                         |
| 1822                                     | 1826     | Jean-Louis Flaguais                |           |                                                                         |
| 1831                                     | 1848     | Charles François Falaize           |           |                                                                         |
| 1853                                     | 1870     | Isidore Le Goupils                 |           |                                                                         |
|                                          |          |                                    |           |                                                                         |
| 1949                                     | 1991     | Michel de Vallavieille             |           | Agriculteur                                                             |
| 1991                                     | 1998     | Jean Lavillonnière                 |           | Directeur du centre d'insémination de l'Ucaen Mort en fonction          |
| 1998                                     | mai 2020 | Henri Milet,                       |           | Agriculteur retraité                                                    |
| mai 2020                                 | En cours | Charles de Vallavieille            |           | Retraité de l'agriculture Directeur du musée du débarquement Utah Beach |

### Jumelages
- Edelfingen, Bad Mergentheim.

## Population et société

### Démographie
L'évolution du nombre d'habitants est connue à travers les recensements de la population effectués dans la commune depuis 1793. Pour les communes de moins de 10 000 habitants, une enquête de recensement portant sur toute la population est réalisée tous les cinq ans, les populations de référence des années intermédiaires étant quant à elles estimées par interpolation ou extrapolation. Pour la commune, le premier recensement exhaustif entrant dans le cadre du nouveau dispositif a été réalisé en 2008.

En 2022, la commune comptait 694 habitants, en évolution de −4,41 % par rapport à 2016 (Manche : −0,31 %, France hors Mayotte : +2,11 %).
| 1793  | 1800  | 1806  | 1821  | 1831  | 1836  | 1841  | 1846  | 1851  |
| ----- | ----- | ----- | ----- | ----- | ----- | ----- | ----- | ----- |
| 1 322 | 1 358 | 1 309 | 1 356 | 1 398 | 1 472 | 1 419 | 1 422 | 1 398 |

| 1856  | 1861  | 1866  | 1872  | 1876  | 1881  | 1886  | 1891  | 1896  |
| ----- | ----- | ----- | ----- | ----- | ----- | ----- | ----- | ----- |
| 1 352 | 1 357 | 1 413 | 1 314 | 1 352 | 1 332 | 1 322 | 1 298 | 1 341 |

| 1901  | 1906  | 1911  | 1921 | 1926  | 1931 | 1936 | 1946 | 1954 |
| ----- | ----- | ----- | ---- | ----- | ---- | ---- | ---- | ---- |
| 1 234 | 1 219 | 1 148 | 999  | 1 008 | 921  | 948  | 971  | 954  |

| 1962 | 1968 | 1975 | 1982 | 1990 | 1999 | 2006 | 2008 | 2013 |
| ---- | ---- | ---- | ---- | ---- | ---- | ---- | ---- | ---- |
| 981  | 896  | 804  | 765  | 779  | 804  | 778  | 770  | 735  |

| 2018 | 2022 | - | - | - | - | - | - | - |
| ---- | ---- | - | - | - | - | - | - | - |
| 713  | 694  | - | - | - | - | - | - | - |

## Économie
La commune se situe dans la zone géographique des appellations d'origine protégée (AOP) Beurre d'Isigny et Crème d'Isigny.
Depuis février 2010, Sainte-Marie-du-Mont forme avec Sainte-Mère-Église et Ravenoville un groupement de « communes touristiques ».
En 2024, l’hôtel Le Grand Hard du domaine d’Utah Beach reçoit sa quatrième étoile.

## Culture locale et patrimoine

### Lieux et monuments

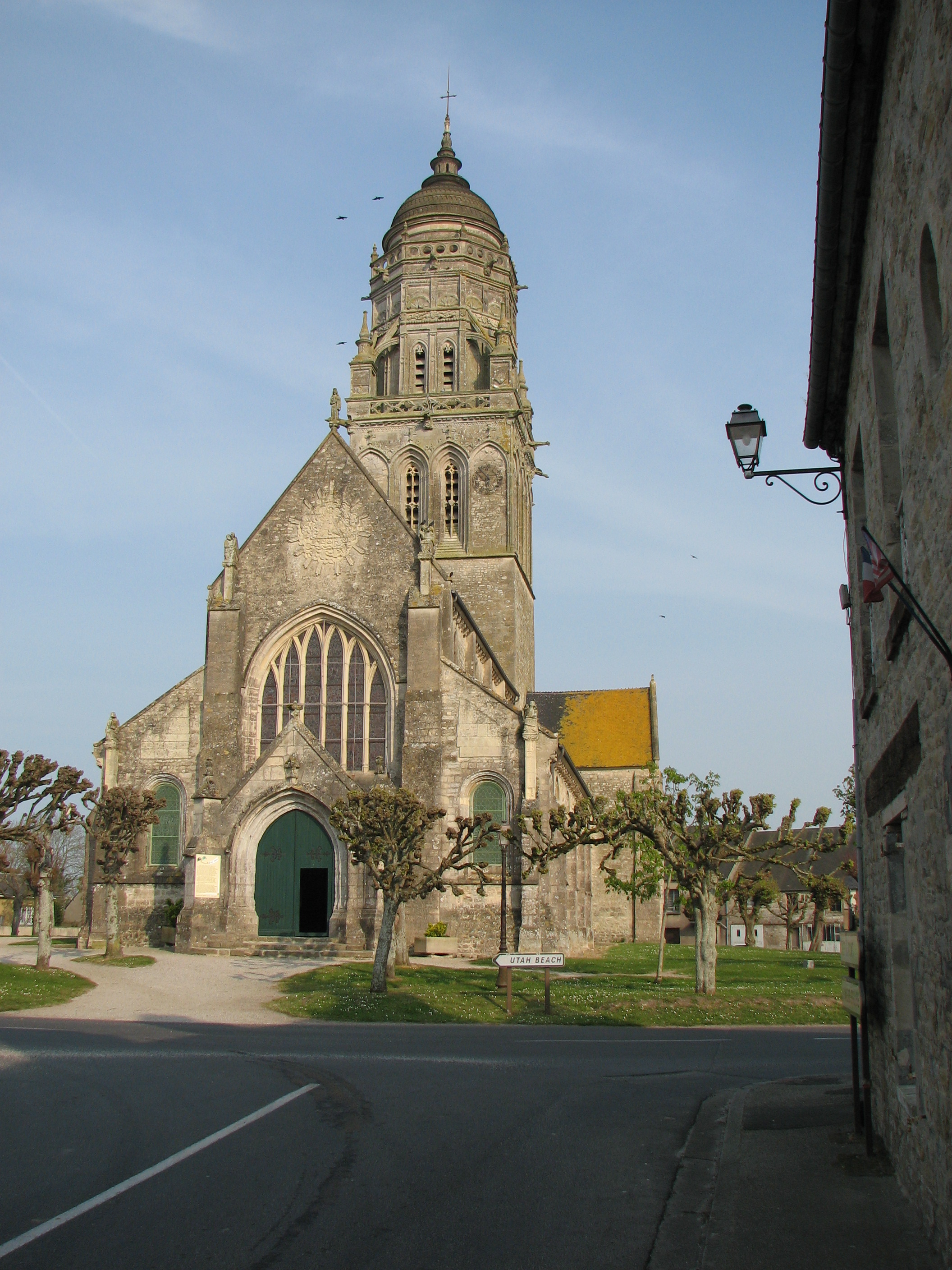
L'église Notre-Dame-de-l'Assomption.

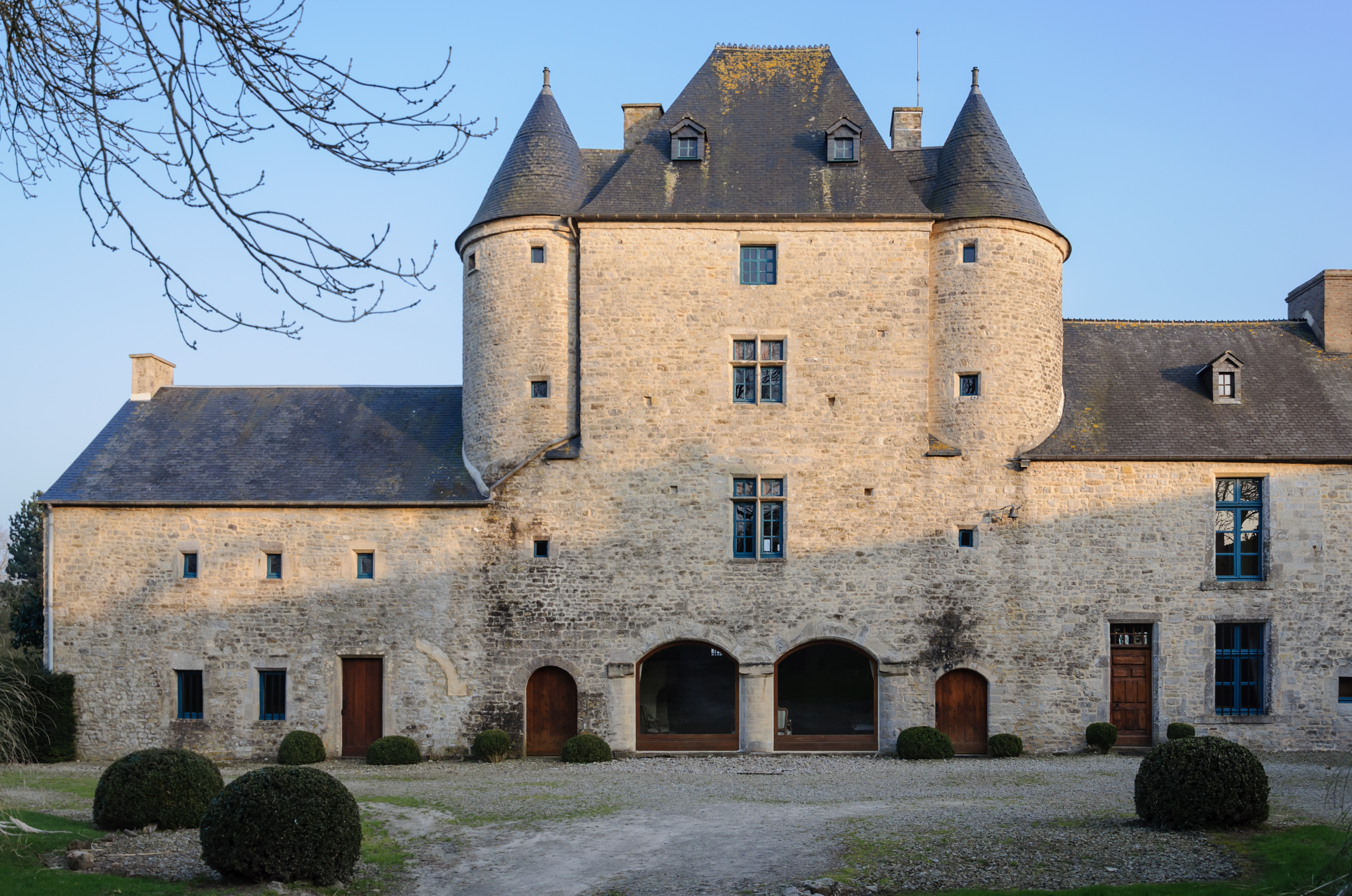
Le château de Sainte-Marie-du-Mont, inscrit monument historique.

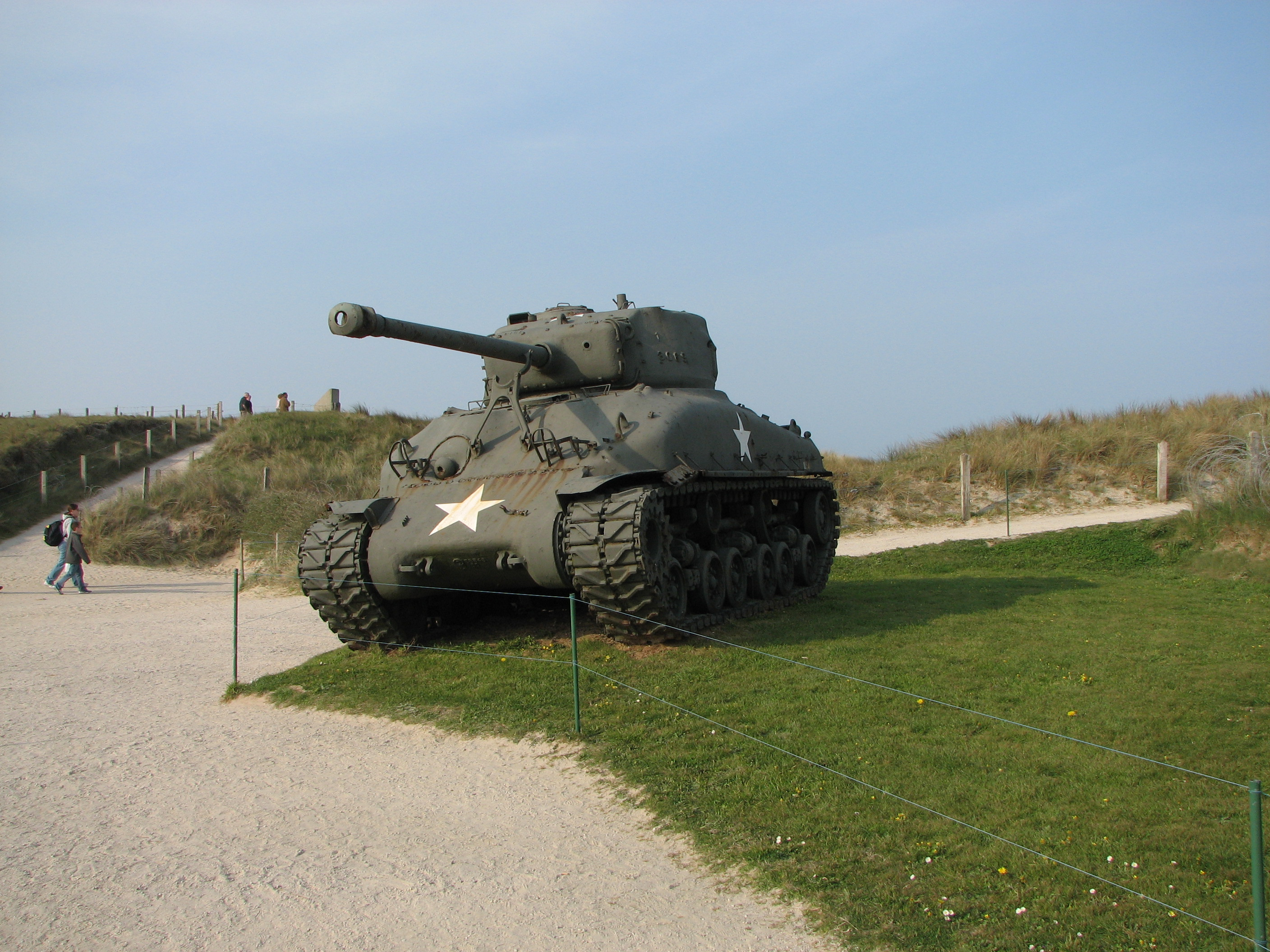
Un char Sherman exposé à Utah Beach.

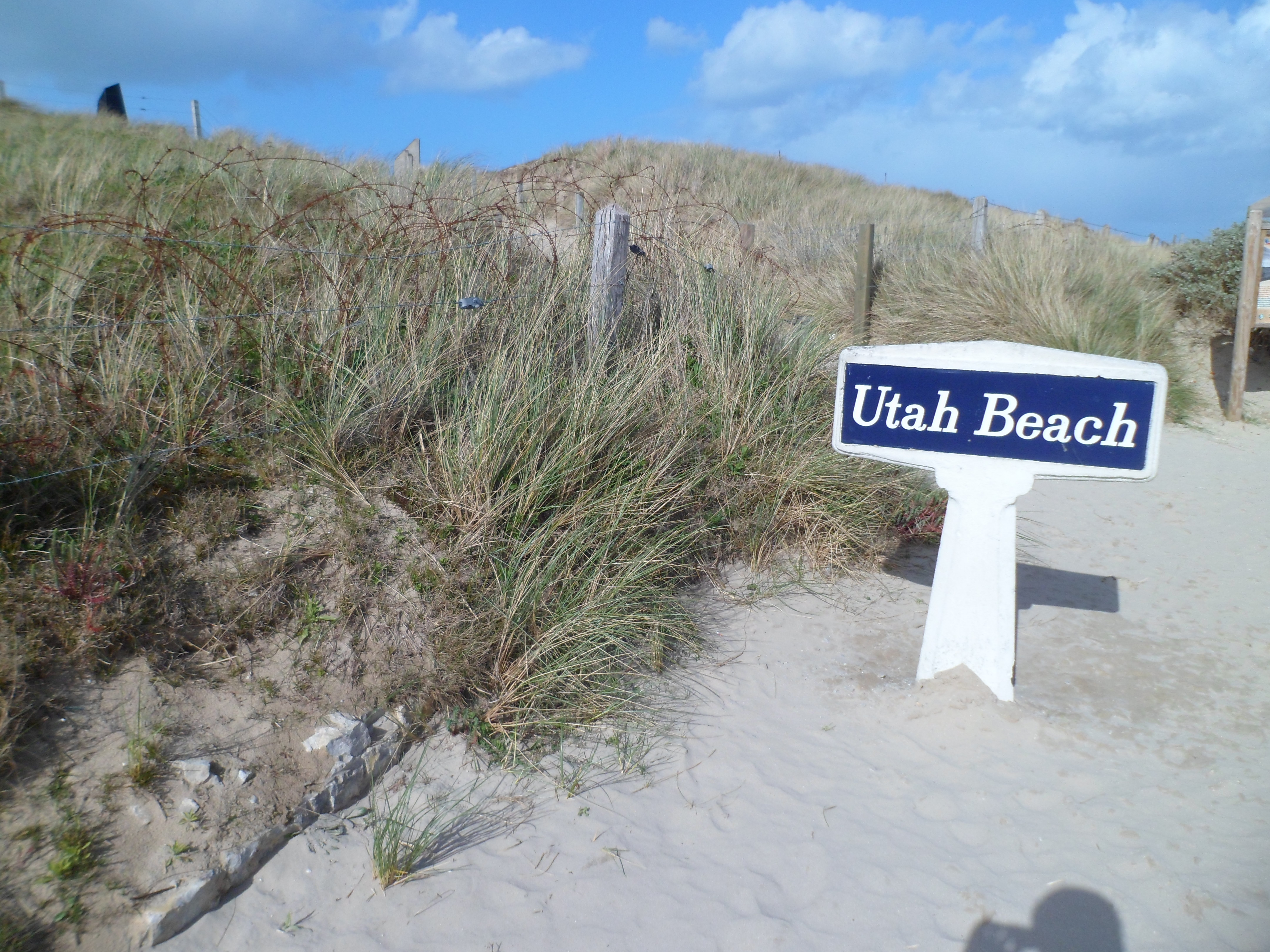
Utah Beach.

#### Musées et monuments liés au débarquement
- Plage d'Utah Beach
- Musée du débarquement Utah Beach. Le musée retrace l'exploit militaire du débarquement en Normandie et plus spécifiquement sur la plage d'Utah Beach. Créé en 1962, il est situé juste en bord de plage, là même où les troupes américaines ont débarqué au matin du 6 juin. 
Le musée présente une collection conséquente comprenant un avion bombardier B 26, un véhicule amphibie et un camion GMC[59],  de photos d'archives, de maquettes, de cartes d'état major, et d'objets particuliers de vétérans et diffuse un film d'archive en trois langues.
- Borne no 00 de la « voie de la Liberté » à Utah Beach.
- Lone Sailor, statue en hommage aux marins de l'US Navy.
- Monument de la Résistance, inauguré en 2021.
- Musée de l'Occupation (fermé) dans l'ancien hospice Hauchemail fondé en 1688 par la duchesse de Ventadour et qui servit de garnison aux Allemands. Il hébergea la Kommandantur allemande avant de devenir le quartier général de la 4e division d'infanterie. Ce musée surprend, avec ses peintures murales réalisées par les soldats allemands eux-mêmes. 
Dans la matinée du 6 juin 1944, et jusqu'au 1er novembre, il est le quartier général des troupes américaines pour la région d'Utah Beach. Ce bâtiment aujourd'hui propriété privée, est inscrit au titre des monuments historiques[60],[61] notamment pour les fresques du rez-de-chaussée illustrant la situation et le discours propagandiste de l'occupant allemand dans une zone littorale allemande éminemment stratégique.
- Musée de la Libération. Situé face à l'église, ce musée, fermé depuis le 31 octobre 2015, abritait une collection d'uniformes, d'armements, de matériels et de véhicules américains et allemands. Des trophées capturés et des objets de fouille issus du champ de bataille où les parachutistes de la 101e division aéroportée et les unités américaines débarquant des plages affrontèrent les troupes allemandes.

#### Autres éléments du patrimoine
- Église Notre-Dame de l'Assomption bâtie au XIe siècle puis remaniée du XIIe au XIXe siècle, avec des chapiteaux romans et un clocher des XIVe et XVIe siècles. L'édifice est classé au titre des monuments historiques[62],

Avant la Révolution, on pouvait y voir le tombeau en marbre blanc d'Henri-Robert-aux-Épaules au-dessus duquel s'élevait un groupe représentant ce capitaine à genoux, armé de toutes pièces et accompagné de deux Suisses. 
De nos jours elle abrite, outre la statue tombale d'Henri aux Espaules du XVIIe deux autre œuvres également classées au titre objet aux monuments historiques : une chaire à prêcher du 2e quart du XVIIe, un tableau : le Miracle de la piscine de Béthesda, et une cloche datée de 1737.
- Chapelle Sainte-Marie-Madeleine. La première chapelle a été construite en l'an 900 par Vieul aux Épaules. Elle est reconstruite en ex-voto au XVIe siècle par des navigateurs anglais. 
Détruite en 1944, elle est reconstruite en 1959 avec les vestiges du monument[64].
- Redoute d'Audouville (1689) l'une des quinze redoutes de Vauban sur la côte Est du Cotentin. Elle est inscrite au titre des monuments historiques[65].
- Château de l'Islet, derrière l'église, l'un des plus anciens du Cotentin. L'édifice est inscrit au titre des monuments historiques[66]. Sa première construction, sans doute simple fortin en bois fut remplacé par un château fort, qui comprenait fossés, donjons, ponts-levis, etc. Il est démoli par Robert-aux-Épaules au début du XVIIe siècle et remplacé par un château, comprenant deux corps de logis identiques bordant les deux côtés opposés d'une cour fermée entourée de douves. Ce dernier est abandonné au XVIIIe siècle et est par la suite partiellement détruit, notamment au moment de la Révolution française. Peu de vestiges en attestent : une porte ronde avec poterne et un logis à tourelles du XVe siècle[31].
- Ferme de Grandies, semblait appartenir au XVIIe siècle aux Brohier, seigneur des Grandis. Le logis est un corps de bâtiment de plan rectangulaire allongé, construit en moellon de calcaire et couvert par un toit à croupe en ardoise qui conserve un bel épi de faîtage[67].
- Ferme manoir de la Maillardière du XVIIe siècle[68].
- Ferme manoir de Lavalle.
- Le Manoir à Sainte-Marie-du-Mont avec ruine d'un pigeonnier. La terre du manoir fit partie des biens du maréchal Prince de Soubise, vendus en 1821. À la fin du XXe siècle, la famille Gosselin possédait simultanément le manoir, à la Rivière et le manoir de Brucheville.
- Manoir d'Haudienville du XVIe siècle, aujourd'hui séparé par un mur de clôture qui divise le manoir en deux propriétés. Ce remarquable manoir possédait une chapelle fondée en 1660. Son logis est une vaste construction comprenant un corps de bâtiment rectangulaire flanqué d'un pavillon[69].
- Manoir de Blainville[70].
- Manoir de la Chaussée.
- Manoir de Brécourt[71] des XIIe et XIIIe siècles. Son nom a évolué de Brucourt en Brécourt. L'ensemble de la construction est en moellon de calcaire. Les toits sont en ardoises, le logis s'élève sur deux niveaux éclairés par des fenêtres réparties en travées. 
Il fut le théâtre d'un des faits d'armes les plus significatifs de la bataille de Normandie, mené par les parachutistes du 506e PIR commandés par le Major D. Winters, de la 101st Airborne Division, le 6 juin 1944.
- Manoir de Franqueville.
- Manoir de la Houssaye[72].
- Manoir de la Rivière[73] du XVIe siècle, le logis est construit en moellon de calcaire et couvert par un toit en ardoises à pignons découverts. C'est un long bâtiment flanqué d'une tour d'escalier hexagonale supportant une chambre carrée[74].

De belles dépendances agricoles sont datées de 1793.
- Manoir de la Vienville, son nom a évolué de Viéville (après 1656), puis la Vieuville. 
Entre 1656 et 1699, Jean Mouton, époux de Mlle Françoise de Hauchemail, héritière du manoir, entreprennent d'importants travaux de rénovation. De l'ancien manoir subsistent quelques vestiges du XVIIe siècle qui retiennent l'attention, dont un long bâtiment agricole abritant remarquables charreterie et écurie[75].
- Manoir de Mardelle[76].
- Ancienne pompe près de l'église.
- L'hippodrome de Sainte-Marie-du-Mont[77].

Pour mémoire
- Motte signalée par l'abbé Louis. La motte se trouvait au lieu-dit la Butte d'Oxford, et on y voyait encore des traces d'enceinte et de fossés (Abbé Louis, 1835, 530). Le champ où se trouvait la motte est situé en bordure de mer au lieu-dit le Grand Vey[78].
- Il y avait au village de Sainte-Marie-du-Mont deux chapelles, dont celle de Saint-Antoine dite des Lépreux ou des Ladres détruite au début du XVIIe siècle[79].

### Personnalités liées à la commune
- Émile Boivin (Sainte-Marie-du-Mont, 1845 - 1920), peintre orientaliste.
- Paul-Jacques Bonzon (Sainte-Marie-du-Mont, 1908 - 1978), instituteur. Il situe dans la Manche l'action de quelques-uns de ses romans : la dune de Sainte-Marie-du-Mont, les plages de Ravenoville, les îles Saint-Marcouf, etc.
- Jacques Peyroles dit Gilles Perrault, écrivain et scénariste français, ancien avocat et ancien journaliste, résidait à Sainte-Marie-du-Mont de 1961 jusqu'à sa mort en 2023[80]. Il a écrit Les Gens d'ici, ouvrage qui raconte la vie des gens de la localité et son histoire millénaire.
- Albert Desile (Sainte-Marie-du-Mont, 1914 - 2004), journaliste, historien normand et résistant français.
- Michel Gaudry (1928-2019), contrebassiste de jazz, résidait dans la commune.

### Héraldique
| Blason de Sainte-Marie-du-Mont (Manche) | Blason  | D'or au gousset d'azur chargé d'une épée d'argent surmontée d'un drakkar du même, la voile surchargée d'un léopard de gueules, ledit gousset accosté de deux fleurs de lys du même. |
| Blason de Sainte-Marie-du-Mont (Manche) | Détails | |

## Pour approfondir